# Guido Stagnaro
Guido Stagnaro (* 20. Januar 1925 in Sestri Levante, Italien; † 18. Februar 2021 in Mailand) war ein italienischer Film- und Fernsehregisseur und Drehbuchautor; außerdem hat Stagnaro u. a. auch Märchen verfasst.

## Leben und Karriere
Der 1925 in der Region Ligurien geborene Guido Stagnaro war ab Anfang der 1960er Jahre in verschiedenen Funktionen im Filmgeschäft tätig. Nach seinem Drehbuch entstand 1961 der Kinofilm Le avventure di topo Gigio, den die Regisseure Federico Caldura und Luca De Rico umsetzten. 1971 schrieb er neben anderen das Drehbuch zu der Komödie La betìa ovvero in amore, per ogni gaudenza, ci vuole sofferenza von Gianfranco De Bosio mit Nino Manfredi, Rosanna Schiaffino und Ljubiša Samardžić in den Hauptrollen. Ein Jahr später setzte Guido Stagnaro den Fernsehfilm La porta sbagliata mit Lucilla Morlacchi, Milena Vukotic und Gabriele Lavia in Szene. 1974 realisierte er die Fernsehminiserie Nel mondo di Alice nach der Literaturvorlage von Lewis Carroll; es spielten dort Milena Vukotic, Guerrino Crivello und Giancarlo Dettori. 1976 entstand nach einem Stück von Roald Dahl mit Le care moglie ein weiterer Fernsehfilm unter seiner Regie. 1978 schrieb und verfilmte er die Fernsehminiserie Puzzle.
Guido Stagnaro starb am 18. Februar 2021 im Alter von 96 Jahren in Mailand.

## Filmografie (Auswahl)

### Als Regisseur
- 1972: La porta sbagliata (Fernsehfilm)
- 1974: Nel mondo di Alice (Fernsehminiserie, 4 Episoden)
- 1976: Le care mogli (Fernsehfilm)
- 1978: Puzzle (Fernsehminiserie)

### Als Drehbuchautor
- 1961: Le avventure di topo Gigio
- 1971: La betìa ovvero in amore, per ogni gaudenza, ci vuole sofferenza
- 1978: Puzzle (Fernsehminiserie)